# Рибля чорба
„Рибля чорба“ (на сърбохърватски: Рибља чорба, Riblja čorba, „рибена чорба“; също така израз на белградски сленг: „менструация“) е рок-група от Сърбия, основана от Борисав Джорджевич (на сърбохърватски: Борисав Ђорђевић, Borisav Đorđević) известен като „Бора“, през 1978 г. в Белград.

## История
Рок групата „Рибля чорба“ официално е създадена на 15 август 1978 г. в белградския ресторант „Шуматовац“. Създателят ѝ Бора Джорджевич сам разказва в интервюта, че просто са търсели „глупаво“ име, а сред неприетите варианти са били „Бора и войниците му“ и „Попокатепетъл“ – „така че хората да си счупят езика, докато го изговарят“. Първият концерт е в Елемир, Войводина на 8 септември 1978 г., след което следват концерти в Суботица и Сараево. На 22 декември 1978 г. групата издава първия си сингъл с песните „Кукла от корицата“ и „Той и неговото БеЕмВе“.
След излизането на сингъла, в групата се включва като китарист Момчило Баягич – Баяга. На 19 март 1979 г., след няколко концерта, на които са представени песните от дебютния им албум, излиза вторият им сингъл с песните „Рокенрол за Домсъвета“ и „Валентино от ресторанта“. На 1 септември 1979 г. представят песните от дебютния албум „Кост в гърлото“ на стадион „Ташмайдан“ в Белград. Публиката знае и пее всички песни, въпреки че албумът излиза десет дни след концерта. В него са включени песните „Остани боклук до края“, „Още един крастав ден“, „Звездата от тавана и сутерена“, „Егоист“ и др.
През първата половина на 1981 г. групата издава албума „Мръсно въображение и низки страсти“, за който Бора пише стиховете в казармата, а Баяга композира музиката. Сред песните от албума се открояват „Недей, скъпа, недей днес“, „Два динара, приятелю“, „Ето ти за такси“, „Тя каза“, „Ще остана свободен“, „Лек мъж“, „Някои жени изпращаха войници“.
През същата 1981 г. групата издава и третия си албум „Натюрморт“. През първата седмица след излизането му албумът е продаден в тираж от 100.000 екземпляра, за да достигне тираж от 450.000. Албумът включва хитовете „Палих се по теб“, „Не вярвай на жена, която пуши цигари без филтър“, „На Запад нищо ново“, „Хлебар, лекар, аптекар“, „Не искам да ставам животно“, „Обичам, обичам жените“.
През 1982 г. „Рибля чорба“ започва турне, в края на което е издаден концертния албум „В името на народа“. Следващият албум „Бит пазар“ се появява през 1982 г. и включва песните „Baby, Baby I Don't Wanna Cry“, „Добро утро“, „Скъпа, не ставай педераст“, „В два чистачите ще отнесат боклука“, „Колко е хубаво да си тъп“, „Аз воювам сам“, „Правила, правила“ и други.
През 1984 г. още по време на записите на албума „Тази вечер ви забавляват музикантите, които пият“, китаристът Баяга вече работи по соловия си проект, но и в този албум участва с няколко свои песни. В албума се открояват песни като „Тарикати ви развалят детето“, „Бесни кучета“, „Помиярите ще ме довършат“, „Казабланка“, „Музикантите, които пият“, „Докато вървиш“. По това време се появява соловия албум на Баяга, след което той напуска „Рибля чорба“ и създава своята група „Баяга и инструкторите“. През 1985 г. „Рибля чорба“ записва албума си „Истина“, включваща песента „Погледни своя дом, ангеле“, която е провъзгласена в Сърбия за песен на ХХ столетие.
През следващата 1986 г. е издаден албумът „Осмата нервна криза“ с песните „Проклето самотен“, „Един човек“, „Амстердам“, „Недей да вървиш по моята улица“, „Южна Африка ’85 (Аз ще пея)“, „Тук няма господ, няма справедливост“, Черно е долу“ и други.
През 1987 г. групата записва деветия си албум „Ухапана душа“ с песните „Последен влак за Чачак“, „Член на мафията“ и други. Десетата годишнина от съществуването на групата е отбелязана със сборния албум „Рибля чорба 10“, както и с издаването на албума „Любовните истории обикновено доскучават“, включващ песните „Самолете, ще ти счупя крилете“, „Кой те целува, докато аз съм на пост", „Около мен“ и др.
Когато през 1990 г. всички прогнозират, че поради персонални промени „Рибля чорба“ вероятно ще се разпадне, групата издава албума „Коза ностра“, със специалното участие на Джони Щулич и групата „Азра“, в който са включени хитовете „Ал Капоне“, „Къде си в тоя тъп хотел“, „Тито е ваш“, „Черна Гора-Бар“.
По време на войната за югославското наследство, „Рибля чорба“ свири по често в чужбина и издава няколко албума: през 1992 г. „Лебедова песен“ (с песента „Когато бях млад“), през 1993 г. „Сбогом, Сърбийо“ (с песента „Зелената трева на моя дом“) и през 1996 г. „Мълчанието само остана“ (с песните „Гнилане“ и „Ревнивец“).
През 1997 г. е издаден албумът „Ноев ковчег“, включващ песните „16 нощи“, „Къде си“, „Ноев ковчег“ и други. През 2001 г. излиза албумът „Пикаене срещу вятъра“.

## Концерти на „Рибля чорба“ в България
- 30 октомври 1983 г. – София;
- 31 октомври 1983 г. – Пловдив;
- 29 юли 2006 г. – Берковица;
- 6 септември 2006 г. – Каварна;
- 20 юли 2007 г. – Видин.
- 24 август 2023 г. - Видин

## Дискография

### Студийни албуми
- 1979. Кост у грлу
- 1981. Покварена машта и прљаве страсти
- 1981. Мртва природа
- 1982. Бувља пијаца
- 1984. Вечерас вас забављају музичари који пију
- 1985. Истина
- 1986. Осми нервни слом
- 1987. Ујед за душу
- 1988. Прича о љубави обично угњави
- 1990. Коза ностра
- 1992. Лабудова песма
- 1993. Збогом Србијо
- 1996. Остало је ћутање
- 1999. Нојева барка
- 2001. Пишање уз ветар
- 2003. Овде
- 2007. Трилогија
- 2009. Минут са њом
- 2012. Узбуна!
- 2019. Да тебе није

### Концертни албуми
- 1982. У име народа
- 1985. Нема лажи, нема преваре, уживо Загреб
- 1988. Од Вардара па до Триглава
- 1997. Београд, уживо `97 – 1 и 2
- 2007. Гладијатори у БГ Арени
- 2010. Нико нема овакве људе!
- 2011. Концерт за бригадире – Уживо Ђердап 85

### Сборни албуми
- 1997. Трећи српски устанак
- 2007. Трилогија

### Сингли
- 1978. Лутка са насловне стране / Он и његов BMW
- 1979. Рокенрол за кућни савет / Валентино из ресторана
- 1980. Назад у велики прљави град / Мирно спавај
- 1984. Кад ходаш/ Прича о Жики Живцу
- 1987. Несрећнице, није те срамота / Зашто куче арлауче
- 2012. Узбуна / Ужасно ми недостаје

### Соло албуми на членове на групата
Бора Джорджевич:
- 1987. Арсен & Бора Чорба Unplugged '87
- 1988. Бора прича глупости
- 1996. Њихови дани

Вицко Милатович:
- 1986. У ритму срца малог добошара
- 2003. Дечаци о девојчицама

Райко Коич:
- 1983. Не буди ме без разлога